# Dombourg
Ne doit pas être confondu avec Domburg (Suriname).
Dombourg (en néerlandais et zélandais : Domburg, espagnol : Domburgo) est une ville et une station balnéaire néerlandaise réputée en Zélande. Elle est située sur la côte ouest de l'ancienne île de Walcheren et fait partie de la commune de Veere. L'hôtel de ville de Domburg date 1667 et l'église du XVe siècle. Dombourg est la plus vieille station balnéaire de Zélande et la troisième plus vieille des Pays-Bas.
Le 1er janvier 2010, la ville de Dombourg comptait 1 490 habitants.

## Histoire
Ont été retrouvées à Dombourg au XIXe siècle, des médailles aux effigies de Germanicus, Tràjan, Septime-Sévère, Antonin le Pieux, Maxime, Postume, Tetricus (de 76 à 270 p. J. C.). Ces vestiges attestent d'une présence humaine à l'époque romaine.
De nombreuses stèles votives dédiées à la déesse Nehalennia ont été mises au jour au cours du XVIIe siècle dans la périphérie de la ville. L'une d'entre elles, la seule qui précise la profession du donneur mentionne Marcus Secundarius Silvanus, commerçant des poteries avec les îles britanniques.
Dombourg a reçu ses droits communaux en 1223. La pêche, l'agriculture, l'élevage et la chasse ont longtemps été les seules sources de subsistance. Les premiers baigneurs sont arrivés à Dombourg au XVIIe siècle. Mais c'est en 1834 que Dombourg devient véritablement une station balnéaire lorsque de riches Middelbourgeoises s'y sont rendues pour se baigner. Elles ont tant vanté la qualité de la baignade à Dombourg que de nombreuses personnes, essentiellement de l'aristocratie — les gens ordinaires n'avaient ni le temps ni les moyens de consacrer à ça — les ont suivies. La beauté de la plage et de la forêt les ont poussées à revenir l'année suivante.
La commune de Dombourg est créée le 1er janvier 1816, par la fusion des anciennes communes de Domburg-Binnen et Domburg-Buiten.
En 1885 le Dr Mezger, un médecin charmé par les qualités curatives de l'eau de mer, y ouvre un centre de thalassothérapie, la villa Irma, où il pratiquait également la kinésithérapie. 

En cette fin de XIXe siècle la noblesse terrienne, comme la reine de Roumanie, Elizabeth de Wied. Sa villa est toujours visible dans les dunes. Elle porte désormais le pseudonyme littéraire de la reine, Carmen Sylva. L'arrivée de Mezger a donc été très positive pour la ville. Elle devient l'une des stations balnéaires les plus prisées d'Europe. On construit à cette époque un hôtel de bain et un pavillon de bain. L'hôtel a brûlé en 1993.
Le 1er juillet 1966, la commune d'Oostkapelle est rattachée à celle de Domburg. Le 1er janvier 1997, la commune de Domburg est supprimée et rattachée à la commune de Veere.

## Dombourgeois connus

### Nés à Dombourg
- Huibert Martin Kesteloo (1842 - 1918), écrivain et défenseur actif des intérêts de Dombourg comme station balnéaire.

### Liés à Dombourg
- Euphrosine Beernaert (1831 - 1901) peintre
- Johanna Madeleine Elout (1875 - 1957), écrivain et théosophe
- Pieter Lodewijk Tak (1848 - 1907) journaliste et homme politique
- Piet Mondrian (1872 - 1944), peintre[4]
- Eint Beekman Ockels (né en 1939), homme politique du Parti populaire libéral et démocrate
- Jean-Théodore Toorop (1858 - 1928) peintre
- Jean-Guillaume Quarles d'Ufford (1882 - 1951), écuyer, avocat et administrateur

## Galerie

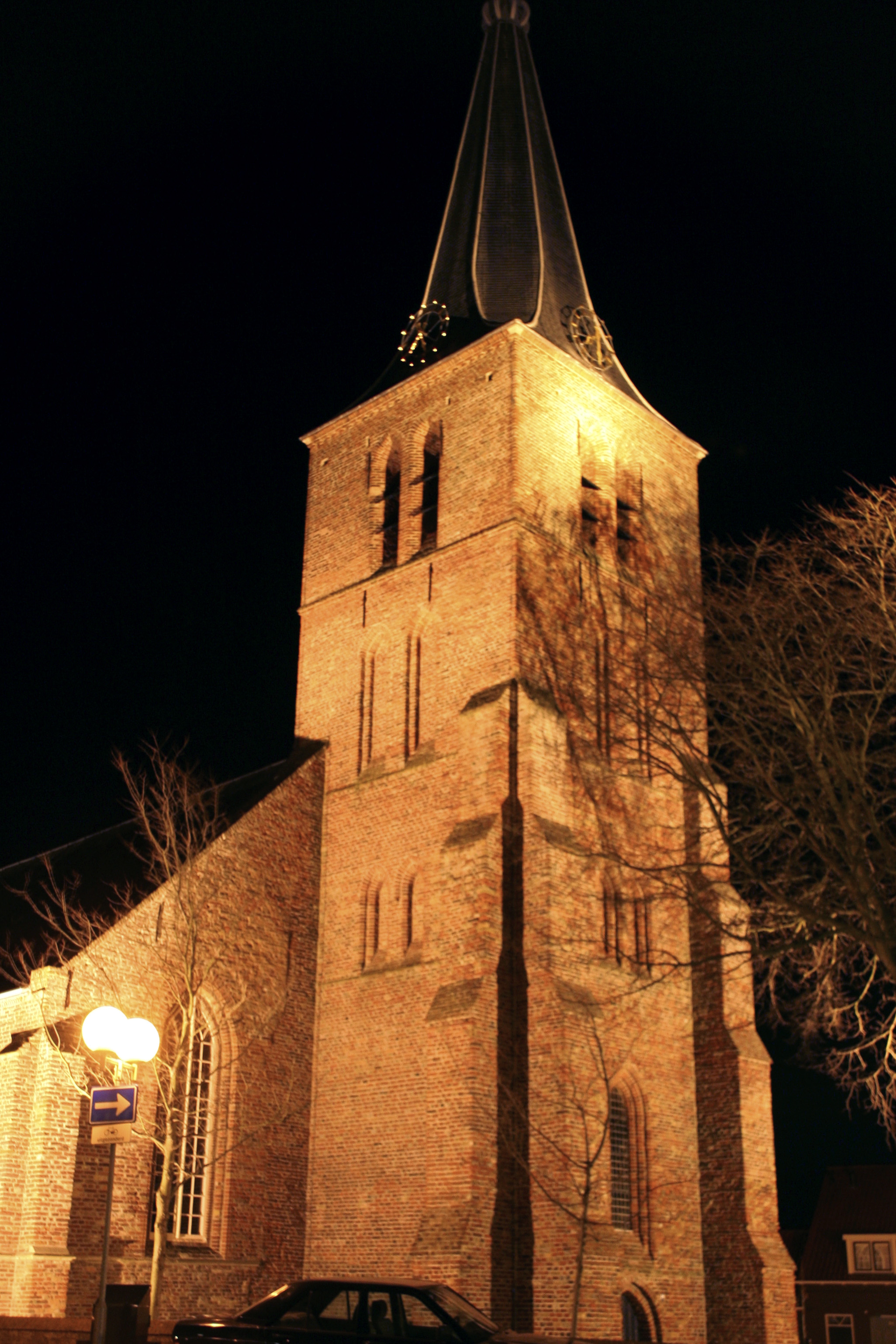
l'église de Dombourg
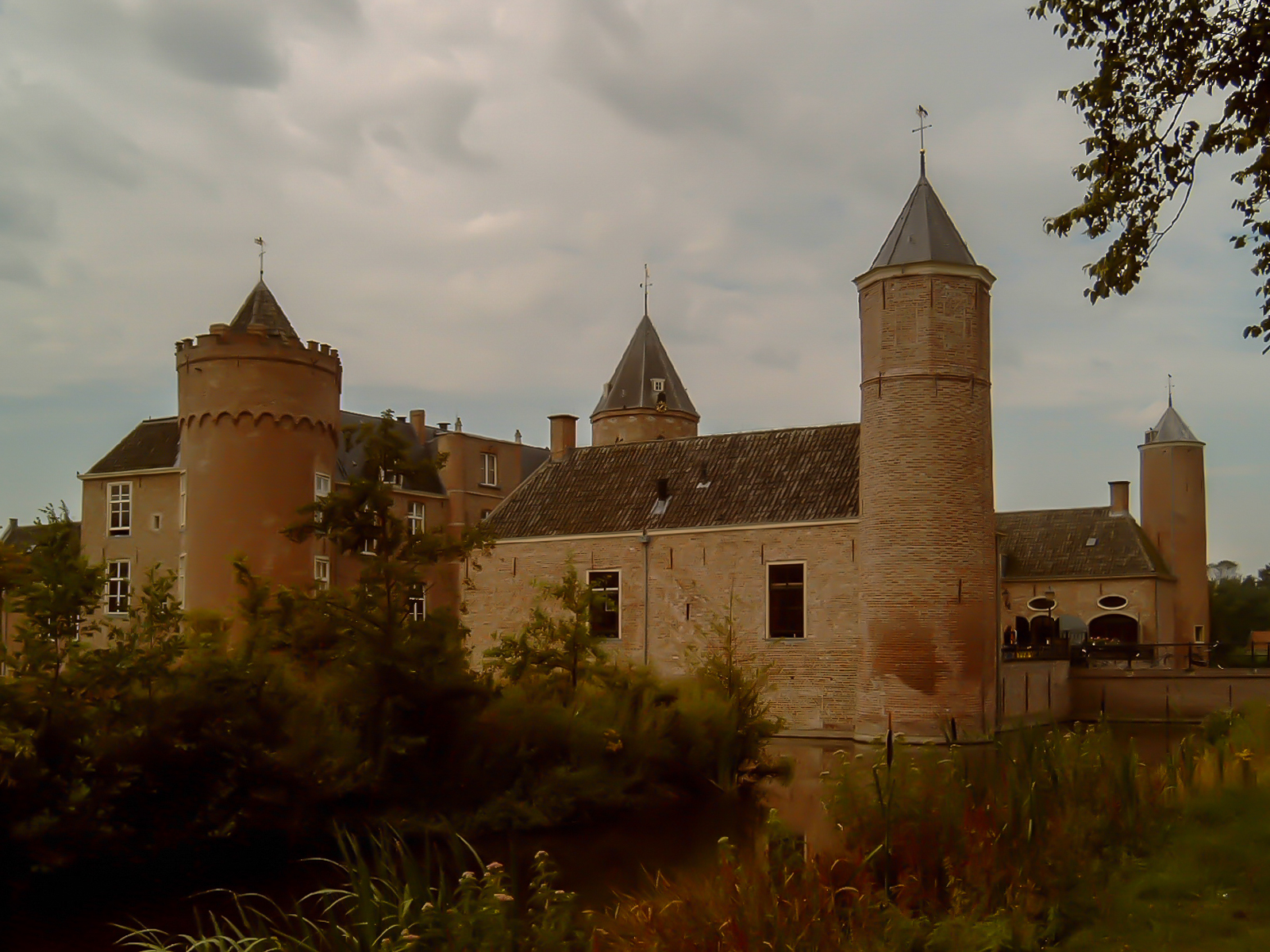
Auberge jeunesse/château
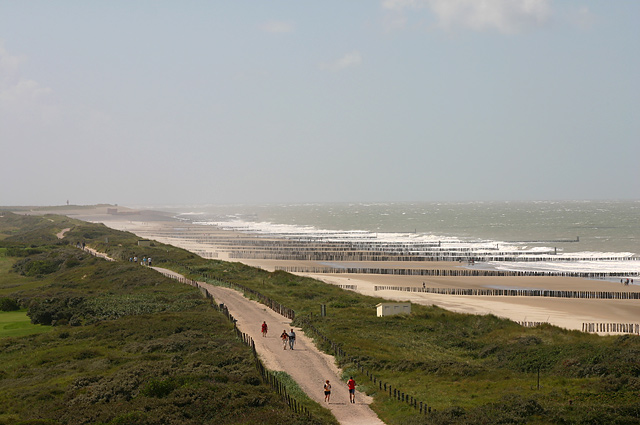
La plage de Dombourg
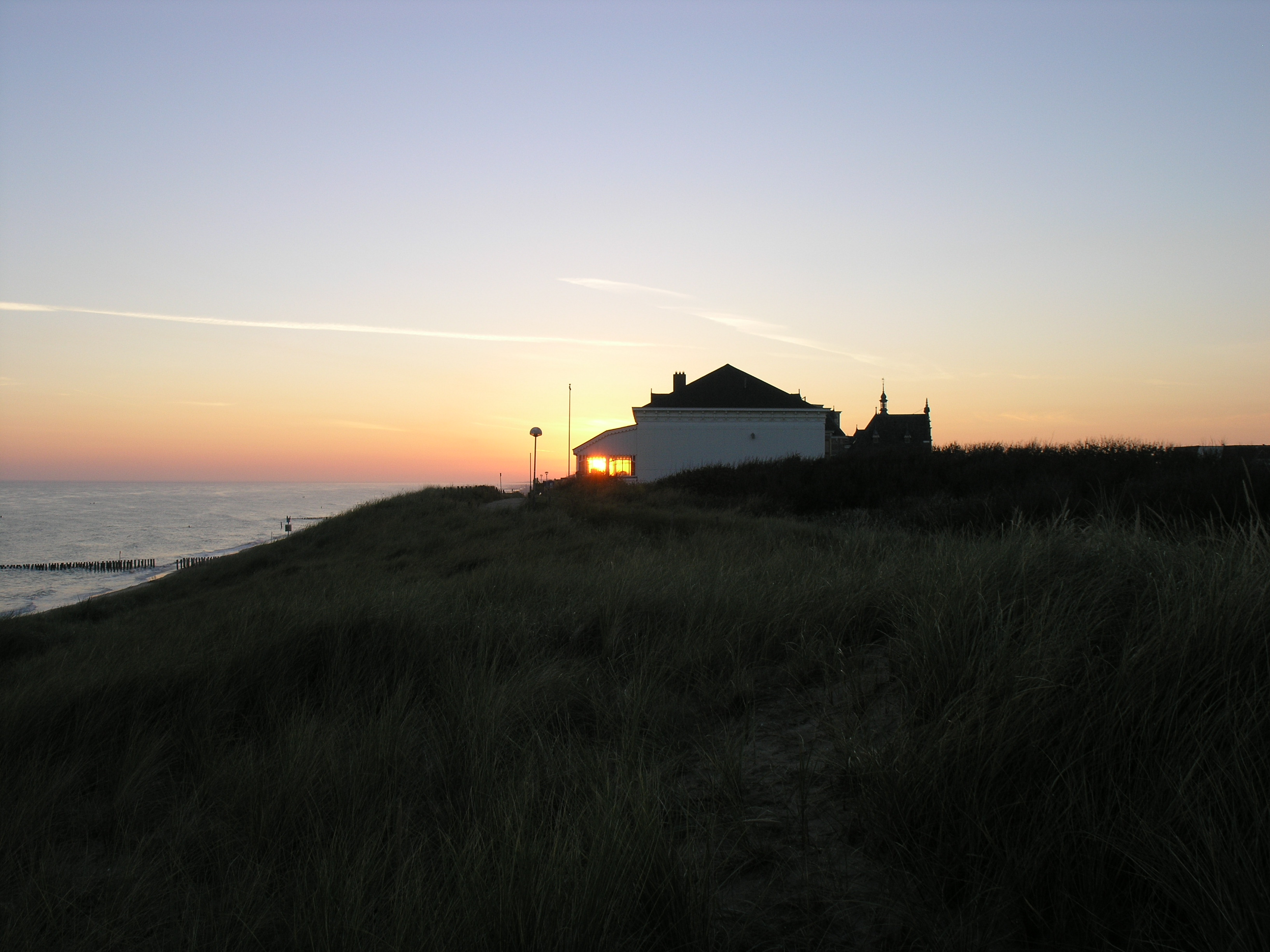
Le lever de soleil sur les dunes avec une villa